# Sébastien Pla
Sébastien Pla, né le 18 juillet 1977 à Narbonne (Aude), est un homme politique français.
Membre du Parti socialiste, exerçant la profession de vigneron au domaine du « château de Peyrepertuse » (AOP Corbières). Il est sénateur de l'Aude depuis 2020,.

## Parcours politique

### Débuts
Il est élu maire de Duilhac-sous-Peyrepertuse en 2001, à l'âge de 23 ans.
Élu conseiller régional d'Occitanie en 2015 sur la liste de Carole Delga, il préside durant six ans la commission « tourisme et thermalisme ». En 2021, il choisit de ne pas se représenter.

### Sénateur
Élu sénateur de l'Aude en 2020, Il s'investit notamment au sein de la commission des affaires économiques, de la délégation aux entreprises, de l'Association nationale des élus de la vigne et du vin (ANEV), et du XV parlementaire.
En 2023, en collaboration avec l'ancienne championne de patinage Sarah Abitbol, il dépose une proposition de loi "visant à renforcer la protection des mineurs et l'honorabilité dans le sport". Celle-ci est adoptée à l'unanimité au Sénat puis à l'Assemblée Nationale, avant d'être promulguée le 8 mars 2024 par le Président de la République.

## Mandats
- Sénateur de l'Aude depuis 2020.
- Conseiller régional d'Occitanie de 2016 à 2021.
- Conseiller général du canton de Tuchan de 2011 à 2015.
- Maire de Duilhac-sous-Peyrepertuse de 2001 à 2020.